# غابة خيرة
غابة خيرة هي غابة تقع في منطقة الباحة، بالمملكة العربية السعودية. الأمطار كثيفة الهطول في فصل الشتاء والربيع على منحدراتها وسفوحها؛ مما أكسبها ثروة فطرية ونباتية. كما أنها كثيرة الضباب والبرد خلال السنة.

## الموقع
تقع في محافظة بني حسن المتربعة في أعالي جبال السراة، في الشمال الغربي من منطقة الباحة التي يبعد عنها 10 كلم، في محافظة بني حسن بالقرب من مستشفى الملك فهد وتعلوها قرية خيرة.

## التسمية
اشتق اسم القرية من كثيرة الخيرات ووفرة المياه. و«خيرة» في معجم لسان العرب من «الخَيْر»، وخَيَّرَهُ: فَضَّله وجمع خَيْرَةٍ، وهي الفاضلة من كل شيء.

## التضاريس

### شلال خيرة
تتضمن غابة خيرة متنزه الأمير مشاري الذي يضم شلال خيرة أو شلالات جدر الممتد من أعالي جبال السراة حتى بئر القلت الذي زود بنحو 45 مظلة و 15 جلسة و 3 مواقع لألعاب الأطفال ودروات للمياه، إلى جانب العديد من الخدمات الأخرى.
تكثر بالغابة المدرجات الزراعية التي تحفظ الكثير من مخزون المياه بعد هطول الأمطار. وهي بدورها تزود مياه شلال خيرة أو ما يسمى ببير القلت التي تستمر إلى وقت كبير من الزمن، حيث تجد هذا الشلال أسفل القرية، ويرتفع لعلو كبير، فتصب المياه لتكون شلال كبير يعد من الشلالات الضخمة في المملكة العربية السعودية.

### الوادي
يبلغ طول وادي خيرة 2 كلم و400 متر. تجري المياه على امتداد الوادي لتصب في الشلالات. كما يوجد في الموقع سد العامر. استكملت البلدية التحسينات والتطويرات بعمل مسطحات خضراء لسعة تزيد عن 20,000 متر، وإقامة جلسات عائلية وحديقة عوائل وجلسات شواء للشباب مطلة على السد. ويجري حاليا إنشاء ساحة شعبية بمواصفات جمالية وتراثية، تعبر عن تراث المنطقة، وتشمل مدرجات رومانية، وأكثر من 25 لعبة للأطفال.

## الزراعة والصناعة
تنتشر المزارع داخل غابة الخيرة، وقد بنى الأهالي السراديب والمدرجات للحفاظ على المياه، تُسمَّى محليَّاً «دبل». وقد وصل طول البعض منها إلى 100م تقريباً وبعرض متر واحد. في أعلى كل مدرج زراعي ثمَّة حوض لتجميع المياه لسقايته يُسمَّى «الكظامة». عقب الانتهاء من السقاية تُحوَّل المياه عبر مجاري المياه للوادي الذي يليه حتى تصل المياه إلى قعر الوادي وتصب في بئر تسمى «القلت» وهي بئر طبيعية ذات تجاويف صخرية عميقة ناتجة عن عوامل التعرية وينحدر إليها أكبر وأطول شلالات المنطقة الجنوبية دائمة الجريان، إلا أنه يقل جريانها مع انقطاع الأمطار.
اشتهر أهالي قرية خيرة بزراعة الحنطة والشعير والبلسن والذرة والرمان والعنب والتفاح. وعادةً ما يضع أصحاب ومربو النحل مناحلهم على صدور جبالها لتَوَفُّرِ الغطاء النباتي وتنوعه ووفرة المياه فيه. وبهذا فإن أشجار خيرة تعد من مزارع العسل التي تنتج انواعًا مختلفة ذات جودة من العسل الجبلي المحلي.
كان أهالي المنطقة في الماضي يستخدمون أشجار العتم في أعمال النجارة وصناعة الهراوات والعصي، وعمل دعائم لبناء المساكن القديمة، لقوته وصلابته. كما يُستخرج منه القطران الذي تُطلى به المواشي للوقاية من الأمراض. ويُستخدم أيضاً القطران في أواني المنزل التقليدية القديمة ويستفاد منه في العلاج.

## الحياة الفطرية
تحتوي الغابة على نسبة كبيرة من أشجار العرعر والطلح والزيتون البري «العتم». وتستوطنها أيضاً طيور القمري والحجل.

## وصلات خارجية
- غابات خيرة في عام 1435هـ على اليوتيوب.
- غابات خيرة في عام 1438هـ على اليوتيوب.
- شلالات غابات خيرة على اليوتيوب.